# آيت أوزغار (تزارت)
آيت أوزغار هي إحدى مشيخات المملكة المغربية، تتبع جغرافيا لإقليم الحوز وإداريًا لتزارت. يقدر عدد سكانها بـ 9336 نسمة حسب الإحصاء الرسمي للسكان والسكنى لسنة 2004.